# 中島美雪 (專輯)
《中島美雪》（日语：中島みゆき）是日本創作歌手中島美雪的第15張原創專輯，亦是她“狂亂時代”中的最後一張專輯，於1988年3月16日發行。
廣告標語是“美雪創造了美雪”（みゆきが産んだのはみゆきだった）。

## 製作
本專輯由中島和她的搭檔椎名和夫共同製作，宣告“狂亂時代”終結。
前作《36.5℃》的製作人甲斐祥弘并未直接參與本專輯的製作，但甲斐通過電話給了中島許多建議。所以甲斐以“Special Advice”的身份出現在本專輯的内頁説明中。《假面》的作曲也是甲斐。
本專輯在紐約進行了母帶處理和混音。泰德·傑森負責母帶處理；Larry Alexander負責混音。

## 發行
1988年3月16日，本專輯由波麗佳音的AARD-VARK以LP、CT和CD3種形態發行。
現行盤是2018年由山葉音樂傳播發行的重製版。
2013年，Tom Baker重新進行數字處理的CD以晶體盤形式發行 (規格產品編號: YMPCD-10024)。

## 收錄

### LP盤
| A面      | A面        | A面      | A面      | A面   |
| 曲序     | 曲目       | 作曲     | 编曲     | 时长  |
| -------- | ---------- | -------- | -------- | ----- |
| 1.       | 灣岸24時   | 椎名和夫 | 椎名和夫 | 6:31  |
| 2.       | 你近來可好 | 中島美雪 | 椎名和夫 | 4:14  |
| 3.       | 盛暑浪     | 中島美雪 | 椎名和夫 | 4:29  |
| 4.       | 泥濘飛濺   | 中島美雪 | 久石讓   | 4:11  |
| 5.       | 音樂家     | 中島美雪 | 椎名和夫 | 5:00  |
| 总时长： | 总时长：   | 总时长： | 总时长： | 24:25 |

| B面      | B面      | B面      | B面      | B面   |
| 曲序     | 曲目     | 作曲     | 编曲     | 时长  |
| -------- | -------- | -------- | -------- | ----- |
| 1.       | 黄犬     | 中島美雪 | 椎名和夫 | 7:31  |
| 2.       | 假面     | 甲斐祥弘 | 椎名和夫 | 5:34  |
| 3.       | 潔面霜   | 中島美雪 | 久石譲   | 6:50  |
| 4.       | 動蕩時代 | 中島美雪 | 椎名和夫 | 4:35  |
| 总时长： | 总时长： | 总时长： | 总时长： | 24:30 |

### CD
| CD       | CD         | CD       | CD       | CD    |
| 曲序     | 曲目       | 作曲     | 编曲     | 时长  |
| -------- | ---------- | -------- | -------- | ----- |
| 1.       | 灣岸24時   | 椎名和夫 | 椎名和夫 | 6:31  |
| 2.       | 你近來可好 | 中島美雪 | 椎名和夫 | 4:14  |
| 3.       | 盛暑浪     | 中島美雪 | 椎名和夫 | 4:29  |
| 4.       | 泥濘飛濺   | 中島美雪 | 久石讓   | 4:11  |
| 5.       | 音樂家     | 中島美雪 | 椎名和夫 | 5:00  |
| 6.       | 黄犬       | 中島美雪 | 椎名和夫 | 7:31  |
| 7.       | 假面       | 甲斐祥弘 | 椎名和夫 | 5:34  |
| 8.       | 潔面霜     | 中島美雪 | 久石讓   | 6:50  |
| 9.       | 動蕩時代   | 中島美雪 | 椎名和夫 | 4:35  |
| 总时长： | 总时长：   | 总时长： | 总时长： | 48:55 |

## 歌曲
1. 灣岸24時 (日语：湾岸24時)
  - 本歌曲的最初版本由中島一個人作詞作曲。專輯中收錄的是製作人椎名和夫重新作曲的版本。
2. 你近來可好 (日语：御機嫌如何)
  - “狂亂時代”的代表作之一。
  - 1987年作爲單曲發行，公信榜最高排名第14名。專輯中收錄的是另外一個混音版本。
  - 本歌曲在1994-1995年間曾作爲日本郵政省廣告《海~鷗（日语：夏のおたより郵便葉書）》的CM歌曲[注 4]。
3. 盛暑浪 (日语：土用波)
  - 指立秋前18日間的大浪，可能是由季風、颱風、地形、波浪、潮流等原因造成[3]。
  - 2004年在專輯《現在的心情》中自翻唱；2006年被研直子翻唱[4]。
4. 泥濘飛濺 (日语：泥は降りしきる)
5. 音樂家 (日语：ミュージシャン)
6. 黃犬 
  - “狂亂時代”的代表作之一。
  - 在《夜會》第3部《邯鄲》中首次出現在演唱會上。
7. 假面 
  - 本歌曲由甲斐祥弘重新作曲，於1987年作爲先行單曲發行，公信榜最高排名第23名。
  - 後來甲斐又改動了一部分歌詞，2011年自翻唱[5]。
8. 潔面霜 (日语：クレンジング クリーム)
  - 在《夜會1990》中首次出現在演唱會上。
9. 動蕩時代 (日语：ローリング)
  - 直譯為“動蕩”。
  - “狂亂時代”的代表作之一。
  - 1993年自翻唱專輯《時代 -Time goes around-》中收錄了重製版。

## 演奏者
- Vocals：中島美雪

| 灣岸24時 - Synthesizer：椎名和夫 - Guitar：椎名和夫 - Chorus：杉本和世 - Manupulator：都丸雄一 你近來可好 - Synthesizer：椎名和夫 - Chorus：EVE - Manupulator：都丸雄一 盛暑浪 - Synthesizer：椎名和夫 - Piano：中西康晴 - Hammond Organ：上綱克彥 - Guitar：北島健二・齊藤英夫 - Bass：伊藤廣規 - Drums：青山純 - Percussion：濱口茂外也 - Chorus：杉本和世・坪倉唯子 - Manupulator：都丸雄一 泥濘飛濺 - Synthesizer：久石讓 - Acoustic Guitar：吉川忠英 - Bass：渡邊等 - Sax：JAKE H. CONCEPCION - Manupulator：橋本由香利 音樂家 - Synthesizer：椎名和夫・久石讓 - Piano：中西康晴 - Guitar：北島健二・齊藤英夫 - Bass：伊藤廣規 - Percussion：濱口茂外也 - Sax：JAKE H. CONCEPCION - Chorus：EVE・中島美雪 - Manupulator：都丸雄一 | 黄犬 - Synthesizer：椎名和夫 - Guitar：土方隆行 - Drums：青山純 - Chorus：JOEY McCOY, MICHEAL WILSON - Manupulator：都丸雄一 假面 - Synthesizer：椎名和夫 - Guitar：土方隆行 - Acoustic Guitar：吉川忠英 - Percussion：濱口茂外也 - Sax：JAKE H. CONCEPCION - Manupulator：都丸雄一 潔面霜 - Synthesizer：久石讓 - Guitar：土方隆行 - Dulcimer：生明慶二 - Quena：旭孝 - Strings：金子飛鳥Group - Manupulator：橋本由香利 動蕩時代 - Synthesizer：椎名和夫 - Piano：中西康晴 - Guitar：土方隆行・椎名和夫 - Bass：伊藤廣規 - Percussion：濱口茂外也 - Chorus：村田和人・山本圭右 - Manupulator：都丸雄一 |

## 注解
1. ↑  “miss M.”是中島美雪的昵稱之一。
2. ↑  擔任中島歌曲的編曲者和吉他手。
3. ↑  這些工作都是在The Power Station完成的。
4. ↑  中島美雪本人也出演了這個廣告。

## 外部連結
- 山葉音樂傳播上的介紹頁面
  - 2001年盤 （页面存档备份，存于）
  - HQCD （页面存档备份，存于）